# Masayuki Uemura
Masayuki Uemura (上村雅之, Uemura Masayuki), né le 20 juin 1943 à Tokyo et mort le 6 décembre 2021, a conçu la Nintendo Entertainment System (Family Computer) et la Super Nintendo, deux consoles de jeu vidéo de Nintendo. Ces deux consoles ont longtemps été appelées la « Uemura series ».

## Biographie
Il étudie à l'université de technologie de Chiba où il est diplômé en ingénierie électronique.
Il commence par travailler chez Hayakawa Electric, aujourd'hui Sharp. Il vend des batteries à cellule photoélectrique qu'utilisaient alors les aciéries.
Il rejoint Nintendo en 1972, où il dirige l'équipe de recherche et développement. En 1981, Hiroshi Yamauchi lui demande de concevoir une console qui utilise des cartouches : ce sera la Nintendo Entertainment System. Il analyse les circuits des machines concurrentes, notamment Atari 2600 et Magnavox Videopac et décide de ne pas s'en inspirer, considérant qu'elles sont dépassées.
Il est l'architecte du NES Zapper. Il a participé au développement du jeu Ice Climber.
Il quitte Nintendo en 2004 et devient professeur à l'Université de Ritsumeikan. Il y participe à la création d'un centre pour les études du jeu vidéo, le seul du Japon.